# Deep Impact (cheval)
Pour les articles homonymes, voir Deep Impact.
Deep Impact (25 mars 2002 – 30 juillet 2019), en japonais ディープインパクト, est un cheval de course japonais. Fils de Sunday Silence et Wind In Her Hair (Alzao), propriété de la Kaneko Makoto Holdings Company, il est entraîné par Yasuo Ikee et monté par Yutaka Take. Membre du Hall of Fame des courses japonaises, il fut l'un des tout meilleurs chevaux de l'histoire des courses japonaises, avant de devenir l'un des plus grands étalons au monde, et le digne successeur de son père Sunday Silence au haras.

## Carrière de courses

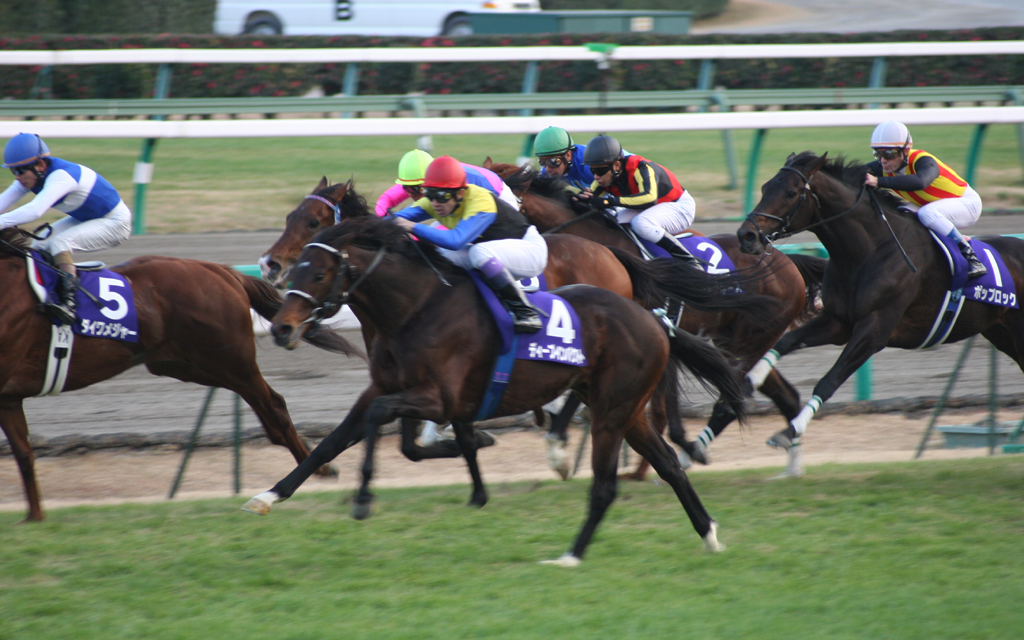
Deep Impact dans l'Arima Kinen 2006

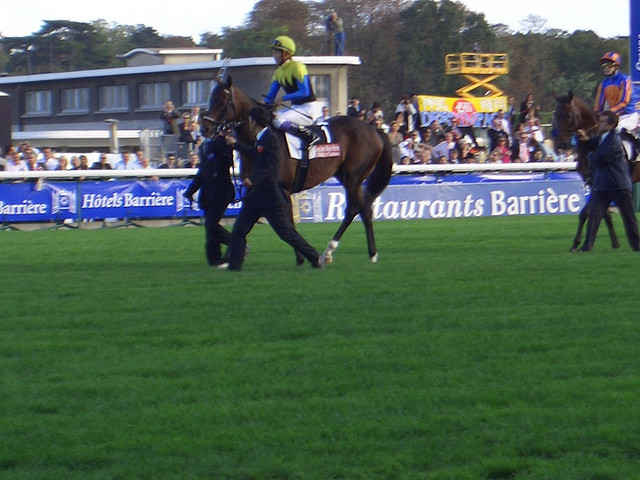
Deep Impact au départ du Prix de l'Arc de Triomphe 2006

D'un petit gabarit (environ 1,60 mètre au garrot pour 450 kilos), c'est un cheval compact (encolure courte, poitrail bien ouvert et surtout une belle arrière-main) qui se distingue par 3 balzanes (les poils blancs à l'extrémité des jambes). Acquis foal pour environ 73 500 000 ¥ (environ 630 000 €), il ne court qu'une seule fois à 2 ans, en toute fin d'année, d'emblée sous la selle du plus célèbre des jockeys japonais, Yutaka Take, qui sera son seul et unique partenaire. À 3 ans, Deep Impact est invincible face à ses contemporains, alignant six victoires dont le Satsuki Shō, le Tokyo Yushun (Derby) et le Kikuka Shō, ce qui fait de lui le premier cheval à remporter la triple couronne japonaise depuis 11 ans et la victoire de Narita Brian. Il est également le premier vainqueur de la triple couronne à rester invaincu depuis Symboli Rudolf 21 ans plus tôt. Sa belle série de victoires s'achève cependant lors de l'Arima Kinen 2005, une course dont les partants sont désignés par un vote populaire, et dont il avait remporté le scrutin, mais dans lequel il s'incline face à Heart's Cry, ce qui ne l'empêche pas d'être élu meilleur 3 ans de l'année, mais aussi cheval de l'année. 
À 4 ans, Deep Impact reprend le cours de ses victoires, s'imposant notamment dans le Tenno Sho (Printemps) puis dans le Takarazuka Kinen. Envoyé en France dans le courant de l'été 2006, chez Carlos Laffon-Parias, il se concentre sur son prochain objectif : Le Prix de l'Arc de Triomphe, dont il espère devenir le premier vainqueur japonais, devant 5 000 supporters japonais et leurs 150 compatriotes journalistes ayant fait le déplacement. Après avoir toujours figuré aux avant-postes, il lance le sprint mais ne peut résister au retour de Rail Link et de Pride. Il termine donc 3e, alors qu'il était le favori de la course. Il bat cependant un record, celui des paris simples engagés sur sa candidature, avec une somme totale de 1 587 263 €. Quelques jours après sa 3e place, son entourage annonce que le cheval doit rentrer au haras au début de l'année 2007. Mais le 19 octobre, France Galop révèle le contrôle positif du cheval à l'ipratropium (Anticholinergique), un broncho-dilatateur agissant sur le système respiratoire. Les traces retrouvées sont infinitésimales et liées, selon l'entourage du champion, à un traitement médical, mais les règlements sont stricts, et Deep Impact est distancé, perdant sa troisième place et l'allocation qui va avec.
De retour au Japon dès la mi-octobre, Deep Impact doit respecter un délai de quarantaine, et se prépare pour l'avant-dernière course de sa carrière: la Japan Cup. Favori de la course, il ne déçoit pas et s'impose de deux longueurs devant Dream Passport, après avoir refait le champ de course, étant dernier dans le dernier tournant. Pour la dernière course de sa carrière, c'est l'Arima Kinen qui est au programme, une course où il avait connu l'une des deux seules défaites de sa carrière. À nouveau placé en tête par le vote du public, il s'y impose cette fois de trois longueurs d'avance, clôturant ainsi en beauté sa carrière de course avec un deuxième titre de cheval de l'année. Il entre au Hall of Fame des courses japonaises en 2008.

### Résumé de carrière
| Date         | Hippodrome  | Pays        | Course                    | Statut      | Distance    | Jockey      | Place       | Écart       | Vainqueur ou deuxième |
| 2004, 2 ans  | 2004, 2 ans | 2004, 2 ans | 2004, 2 ans               | 2004, 2 ans | 2004, 2 ans | 2004, 2 ans | 2004, 2 ans | 2004, 2 ans | 2004, 2 ans           |
| ------------ | ----------- | ----------- | ------------------------- | ----------- | ----------- | ----------- | ----------- | ----------- | --------------------- |
| 19 décembre  | Hanshin     | Japon       | Inédits                   |             | 2 000 m     | Y. Take     | 1er / 9     | 4           | Kongo Rikishio        |
| 2005, 3 ans  |             |             |                           |             |             |             |             |             |                       |
| 22 janvier   | Kyoto       | Japon       | Wakagoma Stakes           |             | 2 000 m     | Y. Take     | 1er / 7     | 5           | Keiai Hennessy        |
| 28 décembre  | Nakayama    | Japon       | Hochi Hai Yayoi Sho       | Gr. 2       | 2 000 m     | Y. Take     | 1er / 10    | encolure    | Admire Japan          |
| 17 avril     | Nakayama    | Japon       | Satsuki Shō               | Gr. 1       | 1 600 m     | Y. Take     | 1er / 18    | 2 ½         | Six Sense             |
| 29 mai       | Tokyo       | Japon       | Tokyo Yushun              | Gr. 1       | 2 400 m     | Y. Take     | 1er / 18    | 5           | Inti Raimi            |
| 25 septembre | Hanshin     | Japon       | Kobe Shimbun Hai          | Gr. 2       | 2 000 m     | Y. Take     | 1er / 13    | 2 ½         | Six Sense             |
| 23 octobre   | Kyoto       | Japon       | Kikuka Shō                | Gr. 1       | 3 000 m     | Y. Take     | 1er / 16    | 2           | Admire Japan          |
| 25 décembre  | Nakayama    | Japon       | Arima Kinen               | Gr. 1       | 2 500 m     | Y. Take     | 2e / 16     | 1/2         | Heart's Cry           |
| 2006, 4 ans  |             |             |                           |             |             |             |             |             |                       |
| 19 mars      | Hanshin     | Japon       | Hanshin Daishoten         | Gr. 2       | 3 000 m     | Y. Take     | 1er / 9     | 3 ½         | Tokai Trick           |
| 30 avril     | Kyoto       | Japon       | Tenno Sho (Printemps)     | Gr. 1       | 3 200 m     | Y. Take     | 1er / 17    | 3 ½         | Lincoln               |
| 25 juin      | Kyoto       | Japon       | Takarazuka Kinen          | Gr. 1       | 2 200 m     | Y. Take     | 1er / 13    | 4           | Narita Century        |
| 1er octobre  | Longchamp   | France      | Prix de l'Arc de Triomphe | Gr. 1       | 2 400 m     | Y. Take     | 3e disq.    | (3/4)       | Rail Link             |
| 26 novembre  | Tokyo       | Japon       | Japan Cup                 | Gr. 1       | 2 400 m     | Y. Take     | 1er / 11    | 2           | Dream Passport        |
| 24 décembre  | Nakayama    | Japon       | Arima Kinen               | Gr. 1       | 2 500 m     | Y. Take     | 1er / 14    | 3           | Pop Rock              |

## Au haras
Deep Impact devient étalon et rentre au haras, avec une syndication record de 34 millions d'euros. Il fait la monte au grand haras japonais de Shadai, là où officiait Sunday Silence, au prix de 12 millions de yens (environ 90 000 €) et devient très vite l'un des étalons de tête au Japon, donnant une pléiade de champions, et une cinquantaine de vainqueurs de groupe 1. Il est couronné tête de liste des étalons japonais sans interruption de 2012 à 2022, s'imposant comme le successeur au haras de son père Sunday Silence. Preuve de son omniprésence, il place trois de ses produits aux trois premières places du Derby Japonais en 2016, une épreuve que ses rejetons se sont appropriée sept fois en dix éditions, entre 2012 et 2021. À la faveur des allocations élevées au Japon, il est depuis 2012, le leader mondial des étalons par les gains. Pour la seule année 2015, ses produits ont amassé plus de 60 millions de dollars et au moment où ses derniers produits se produisent en piste, la somme totale de gains remportés par sa progéniture s'approche des 750 millions de dollars. Son prix de saillie passe de à 30 millions de yens (entre 230 et 250 000 € selon les cours) en 2017, à 40 millions de yens en 2018, ce qui fait de lui, avec l'Américain Tapit et l'Irlandais Galileo, l'un des trois étalons les plus chers au monde. Il saillit entre 230 et 260 juments par an. En mars 2019, sa saison de monte est précocement écourtée en raison de douleurs cervicales ; opéré fin juillet, son état se dégrade et une radiographie révélant une fracture de la colonne cervicale, il est euthanasié le 30 juillet.      
Parmi ses meilleurs produits, citons (avec entre parenthèses le père de mère) :    
- Gentildonna (Bertolini) – Membre du Hall of Fame des courses japonaises, deux fois cheval de l'année au Japon (2012, 2014), double lauréate de la Japan Cup, vainqueur de la triple couronne japonaise des pouliches (Oka Shō, Yūshun Himba, Shūka Shō)et du Dubaï Sheema Classic et près de 16 millions d'euros de gains
- Contrail (Unbridled's Song) –  Triple Couronne japonaise (Derby Japonais, Satsuki Shō, Kikuka Shō), Japan Cup, Hopeful Stakes. Membre du Hall of Fame des courses japonaises.
- Auguste Rodin (Galileo) – Racing Post Trophy, Derby d'Epsom, Irish Derby, Irish Champion Stakes, Breeders' Cup Turf, Prince of Wales's Stakes.
- Gran Alegria (Tapit) – Oka Shō, Yasuda Kinen, Sprinters Stakes, Mile Championship, Victoria Mile
- Snowfall (Galileo) – Oaks, Irish Oaks, Yorkshire Oaks. Meilleure 3 ans de l'année en Europe (2021).
- Loves Only You (Storm Cat) – Yūshun Himba, Queen Elizabeth II Cup, Breeders' Cup Filly & Mare Turf, Hong Kong Cup. Jument de l'année sur le gazon aux États-Unis (2021)
- A Shin Hikari (Storm Cat) – Hong Kong Cup, Prix d'Ispahan
- Saxon Warrior (Galileo) – Racing Post Trophy, 2000 Guinées
- Study of Man (Storm Cat) – Prix du Jockey-Club
- Kizuna (Storm Cat) – Derby Japonais, Ōsaka Hai, Prix Niel
- Fancy Blue (Sadler's Wells) – Prix de Diane, Nassau Stakes
- Shahryar (Essence of Dubaï) – Derby Japonais, Dubaï Sheema Classic
- Shonan Pandora (French Deputy) – Japan Cup
- World Premiere (Acatenango) – Kikuka Shō, Tenno Sho (printemps)
- Makahiki (French Deputy) – Derby Japonais, Prix Niel
- Fierement (Green Tune) – Kikuka Shō, Tenno Sho (printemps) (x2)
- Beauty Parlour  (Giant's Causeway)– Poule d'Essai des Pouliches
- Real Steel (Storm Cat) – Dubaï Turf
- Vivlos (Machiavellian) – Dubaï Turf, Shūka Shō
- Wagnerian (King Kamehameha) – Derby Japonais
- Deep Brillante (Loup Sauvage) – Derby Japonais
- Roger Barows (Librettist) – Derby Japonais
- Glory Vase (Swept Overboard) – Hong Kong Vase (x2)
- Spielberg (Lycius) – Tenno Sho (automne)

## Origines
Deep Impact est remarquablement né. Il est l'un des nombreux champions engendrés par le chef de race Sunday Silence. 
Son pedigree, côté maternel, est également de haute tenue. Sa mère, Wind In Her Air, était l'une des meilleures pouliches de sa génération. Elle termina deuxième des Oaks, 3e des Yorkshire Oaks, et s'adjugea son groupe 1 en Allemagne, dans le Aral-Pokal. Vendue au Japon à la fin de sa carrière, cette fille d'Alzao (compétiteur mineur mais excellent étalon, et très bon père de mères) a su reproduire avec talent, donnant, outre Deep Impact, les bons Black Tide (Sunday Silence), vainqueur d'un groupe 2 et devenu un étalon de valeur, New Beginning (Agnes Tachyon) et On Fire (Sunday Silence), placés de groupe. Wind in her Hair descendant d'une remarquable lignée, puisque sa mère se plaça dans un groupe 2, et que sa grand-mère n'est autre que la championne Highclere (1000 Guinées, Prix de Diane, 2e des King George) qui, par l'intermédiaire de sa fille Height of Fashion, est aussi celle d'une exceptionnelle fratrie :
- Nashwan (Blushing Groom) – 2000 Guinées, Derby d'Epsom, Eclipse Stakes, King George VI and Queen Elizabeth Diamond Stakes.
- Unfuwain (Northern Dancer) – Princess of Wales's Stakes, 2e des King George, 4e Prix de l'Arc de Triomphe.
- Nayef (Gulch) – Prince of Wales's Stakes, International Stakes, Dubaï Sheema Classic.
- Alwasmi (Northern Dancer) –  vainqueur d'un Groupe 3 en Angleterre, placé de Groupe 2 en Europe et aux États-Unis, et 4e de l'Irish St Leger.

### Pedigree
| Origines de Deep Impact (JPN), mâle bai brun né en 2002 | Origines de Deep Impact (JPN), mâle bai brun né en 2002 | Origines de Deep Impact (JPN), mâle bai brun né en 2002 | Origines de Deep Impact (JPN), mâle bai brun né en 2002 |
| ------------------------------------------------------- | ------------------------------------------------------- | ------------------------------------------------------- | ------------------------------------------------------- |
| Père Sunday Silence                                     | Halo                                                    | Hail to Reason                                          | Turn-to                                                 |
| Père Sunday Silence                                     | Halo                                                    | Hail to Reason                                          | Nothirdchance                                           |
| Père Sunday Silence                                     | Halo                                                    | Cosmah                                                  | Cosmic Bomb                                             |
| Père Sunday Silence                                     | Halo                                                    | Cosmah                                                  | Almahmoud                                               |
| Père Sunday Silence                                     | Wishing Well                                            | Understanding                                           | Promised Land                                           |
| Père Sunday Silence                                     | Wishing Well                                            | Understanding                                           | Pretty Ways                                             |
| Père Sunday Silence                                     | Wishing Well                                            | Mountain Flower                                         | Montparnasse                                            |
| Père Sunday Silence                                     | Wishing Well                                            | Mountain Flower                                         | Edel Weiss                                              |
| Mère Wind in Her Hair                                   | Alzao                                                   | Lyphard                                                 | Northern Dancer                                         |
| Mère Wind in Her Hair                                   | Alzao                                                   | Lyphard                                                 | Goofed                                                  |
| Mère Wind in Her Hair                                   | Alzao                                                   | Lady Rebecca                                            | Sir Ivor                                                |
| Mère Wind in Her Hair                                   | Alzao                                                   | Lady Rebecca                                            | Pocahontas                                              |
| Mère Wind in Her Hair                                   | Burghclere                                              | Busted                                                  | Crepello                                                |
| Mère Wind in Her Hair                                   | Burghclere                                              | Busted                                                  | Sans Le Sou                                             |
| Mère Wind in Her Hair                                   | Burghclere                                              | Highclere                                               | Queen's Hussar                                          |
| Mère Wind in Her Hair                                   | Burghclere                                              | Highclere                                               | Highlight (Famille 2-f)                                 |